# Coscinia pallida
Coscinia pallida är en fjärilsart som beskrevs av Butler 1877. Coscinia pallida ingår i släktet Coscinia och familjen björnspinnare. Inga underarter finns listade i Catalogue of Life.